# Cogito, ergo sum
Cogito, ergo sum (în latină tradus prin „cuget, deci exist”) Plecând de la Descartes, s-a crezut mult timp că gândirea este în întregime rațională. Ultimele cercetări în domeniul neuropsihiatriei au arătat că procesul gândirii conștiente atinge modesta valoare de 2%. Restul de 98% reprezintă gândirea inconștientă. 
Chiar dacă gândirea lui Descartes are amprenta raționalismului, asta nu înseamnă că nu a fost pusă sub semnul îndoielii, dar și al revelației. „Mă îndoiesc de adevărul tuturor credințelor mele. De îndoiala mea însă nu m-aș putea îndoi, afirmă el. Iar întrucât mă îndoiesc, cuget, nici aceasta n-aș putea-o nega. Și de vreme ce cuget sau gândesc însemnează că exist ca ființă cugetătoare sau gânditoare. Pot să mă îndoiesc de existența tuturor lucrurilor din natură. Pot să mă îndoiesc de existența propriului meu corp: de unde știu că nu este o simplă închipuire? Cât timp însă am această neîncredere, gândesc, și ca atare exist ca o ființă gânditoare, independentă de corpul material”.

## Îndoiala metodică
Îndoiala carteziană sau îndoiala metodică, ca atitudine epistemologică, fusese experimentată în decursul istoriei filosofiei europene. Nou, însă, la Descartes, este radicalismul îndoielii și faptul că îndoiala se desfășoară controlat, metodic, toate acestea în vederea unui scop pozitiv: fundamentarea pe baze absolut certe a cunoașterii. Îndoiala carteziană cere renunțarea la orice presupoziție și prejudecată considerate în mod nemijlocit adevărate. Este o cerință de a pleca de la operațiile intelectului pentru a ajunge numai prin cugetare la ceva ferm.
Metoda lui Descartes presupune împrumutarea din domeniul matematicii a patru reguli „pentru îndrumarea minții”. Astfel, prima regulă, cea a evidenței, impune acceptarea ca adevărate numai a acelor idei simple care apar clar și distinct intelectului, printr-un act de cunoaștere nemediat, respectiv prin intuiție. A doua regulă, regula analizei, presupune explicitarea detaliată a conținutului conceptului despre lucrul compus sau realitatea de fapt de studiat. Astfel explicitat, conceptul va fi reunit prin metoda deducției, în mod strict rațional, rezultând un concept pe deplin inteligibil și deci posibil de cunoscut și de verificat intersubiectiv, ceea ce formează conținutul penultimei reguli, regula sintezei. În sfârșit, regula enumerării presupune verificarea riguroasă a analizei și demonstrației prezentate anterior.
Astfel, îndoiala poate atinge în radicalitatea sa, tot ceea ce nu apare minții în mod clar și distinct, orice idee sau concept pe care intuiția nu ni le prezintă astfel. Descartes se îndoiește de acele cunoștințe provenite din cărți și din tradiție, din educație și din discuțiile cu ceilalți oameni. Reprezentările senzoriale și ale fanteziei sunt primele și cele mai vechi surse ale cunoașterii supuse îndoielii. Se va îndoi deci de propriile senzații și reprezentări. Avem și în vise senzații și reprezentări pe care le considerăm, în timpul somnului, absolut reale. De ce n-ar fi la fel de înșelătoare și acelea pe care le avem în starea de veghe? Descartes este hotărât să se îndoiască de tot ceea ce nu-i este prezentat de intuiție ca o cunoștință clară și distinctă, fiind pregătit să se mulțumească fie și cu o singură judecată certă: aceea că nu se poate cunoaște nimic intuitiv în mod clar și distinct.
|  | Voi presupune că nu Dumnezeu cel foarte bun, izvor al adevărului, ci un anumit geniu rău, dar acesta deosebit de puternic și iscusit, și-a dat întreaga osteneală să mă înșele: voi socoti că cerul, aerul, pământul, culorile, figurile, sunetele și cele externe nu sunt altceva decât înșelări ale somnului, prin mijlocirea cărora a întins el curse credulității mele: mă voi privi pe mine însumi ca și cum n-aș avea mâini, ochi, carne, sânge, nici vreun simț oarecare, ci ca unul ce am socotit în chip greșit a avea toate acestea... voi merge mai departe, până ce voi afla ceva sigur, ori, dacă nu altceva, măcar aceasta cu siguranță, cum că nu e nimic sigur. | — René Descartes, Meditații despre filosofia primă |

Pentru prima oară în istoria filosofiei, această îndoială intuiește un fapt pe care dogmatismul precartezian l-a considerat de la sine înțeles: certitudinea existenței subiectului cugetător.

## Cogito-ul cartezian
Îndoindu-se de tot și de toate, Descartes observă faptul că el, cel care cugetă că se îndoiește, trebuie să existe. Dubito, ergo cogito; cogito, ergo sum. Aceasta constituie punctul terminus al îndoielii metodice. Decartes insistă asupra caracterului intuitiv al acestei cunoștințe. Acel „ergo” dintre „cogito” și „sum” nu semnifică aici o deducție. Acest lucru ar însemna o încălcare flagrantă a propriilor principii de îndoială metodică. Căile cunoașterii la Descartes sunt intuiția și deducția.
Fiecare din propozițiile „eu mă îndoiesc”, „ eu cuget” și „eu exist” sunt intuitiv adevărate. În Meditații despre filosofia primă, Decartes spune: „ [...] cântărind cât mai bine lucrurile, e de hotărât, până la urmă, că propoziția aceasta Eu sunt, eu exist, ori de câte ori e rostită sau concepută cu gândul, este în chip necesar adevărată.” Descartes consideră ca intuitiv adevărată propoziția „Eu exist”, fără a o mai așeza în forma din Discurs: „Cuget, deci exist.” În fond, mă îndoiesc și cuget presupun tot timpul faptul că Eu mă îndoiesc, că Eu cuget, deci că Eu exist.